# Bomba de hidruro de uranio

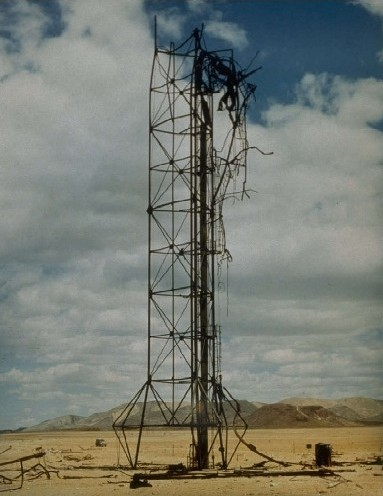
La torre destrozada para la prueba de "Ruth". La explosión no logró voltear la torre de pruebas, solo la dañó un poco.

La bomba de hidruro de uranio fue una variante de diseño de la bomba atómica sugerida por primera vez por Robert Oppenheimer en 1939 y defendida y probada por Edward Teller. El diseño utiliza deuterio, un isótopo de hidrógeno, como moderador de neutrones en un compacto cerámico de uranio-deuterio. A diferencia de todos los demás tipos de armas basadas en fisión, el concepto se basa en una reacción en cadena de fisión nuclear lenta. La eficiencia de la bomba se vio afectada negativamente por el enfriamiento de los neutrones, ya que este último retrasa la reacción, como lo describió Robert Serber en su comentario de 1992 del Manual original de Los Álamos.
El término hidruro para este tipo de armas ha sido objeto de malentendidos en la literatura. Mientras que el "hidruro" podría implicar erróneamente que el isótopo usado es hidrógeno, solo se ha usado deuterio para los pozos de la bomba. La nomenclatura usada es similar al término "bomba de hidrógeno", donde esta última emplea deuterio y ocasionalmente tritio.
Se sabe que se probaron dos bombas alimentadas con deuteruro de uranio, los disparos de prueba de "Ruth" y "Ray" durante la Operación Upshot – Knothole. Ambas pruebas produjeron un rendimiento comparable a 200 toneladas de TNT cada una, y se consideraron "fizzles" o sea no alcanzaron el rendimiento buscado. Todos los demás programas de armas nucleares han basado sus diseños en el uso de neutrones rápidos.